# ベルタウン

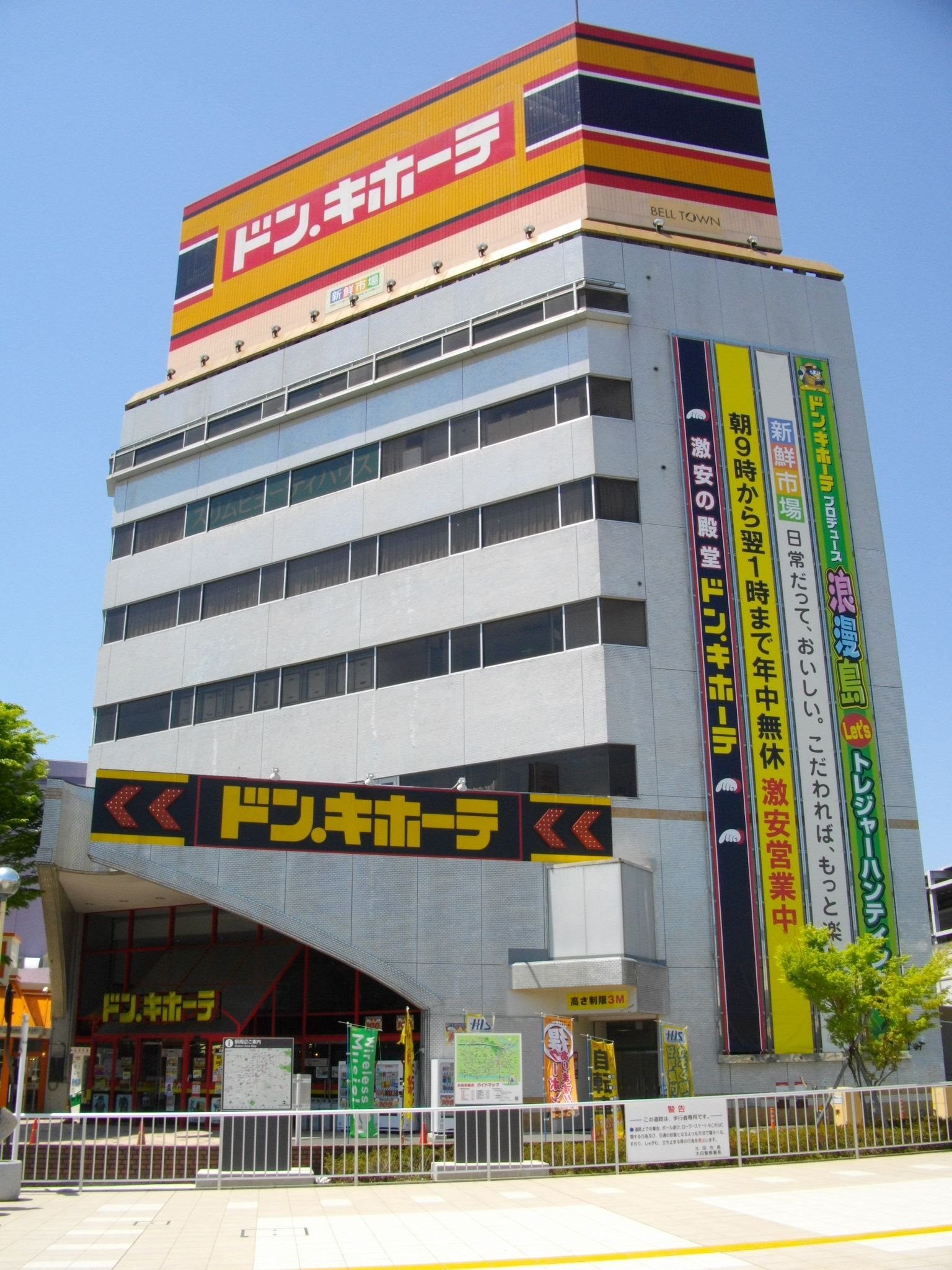
ジェイプラザ・ショッピングセンター
（旧ベルタウン）

ベルタウン（BELL TOWN）は群馬県太田市にかつて存在したショッピングセンター（SC）。

## 略歴
- 1977年10月27日 - 太田駅南口にユニー太田店を核店舗としてオープンする。
- 2003年12月5日 - 市内東部の石原町に、ジャスコ太田店を核店舗とする建築面積で約4倍の大型ショッピングセンター、「イオン太田ショッピングセンター（現・イオンモール太田）」が開店する。これにより来客数が激減してしまった。
- 2007年1月14日 18時 - ユニー太田店が撤退。30年の歴史に幕を閉じる。
- 2007年7月19日 - J-PLAZAとしてリニューアルオープン。地元スーパー（駅前横丁）・ゲームセンター・ディスカウントストア（ドン・キホーテ太田店）・旅行代理店（HIS太田駅前営業所）・海外郷土料理レストラン・中華料理レストラン（太田中華街）・その他専門店街が入店。 この際にトイレやエレベーターなど一部の設備改修も行われた。
- 2009年6月 - ドン・キホーテ新鮮市場を中核としたリニューアルが行われる。これを以てJ-PLAZAからドン・キホーテに移管される。
- 2009年7月 - ドン・キホーテプロデュースの浪漫島がオープンし、リニューアルオープン完了。
- 2021年5月 - ベルタウン建物管理者の株式会社大同が、建物老朽化及び太田駅南口再開発に伴い建物解体を表明[1][2]。しかし、ドン・キホーテとの交渉がまとまらず、解体が延期となっていた。
- 2023年9月15日 - 群馬県の届け出によりドン・キホーテ太田店を移転することが確定。
- 2024年2月29日 - ドン・キホーテを除く全てのテナントが完全撤退。それに伴い、太田駅側の専門店フロアが閉鎖。
- 2024年4月1日 3時 - ドン・キホーテ太田店が移転のため閉店し、全テナントが撤退。同時にビルが完全閉鎖された。

## ユニー・ベルタウン店舗

### ユニー

#### 1階
- マクドナルドベルタウン店 - 東毛初進出
- サーティワンアイスクリーム太田店
- カフェドコロンビア
- スガキヤ
- ユニー（食料品・生活用品）
- 珈琲館ベルタウン店

#### 2階
- ユニー（衣料品）

#### 3階
- 駐車場

#### 4階
- 駐車場

### ベルタウン名店モール

#### 1階
- ベルコート（噴水広場）
- サンドーレ・茶の子(サンドイッチ、ソフトクリーム)
- 十万石
- 椎名（菓子）
- リンリン（レコード）
- ケンタッキーフライドチキンベルタウン店
- すの～ぴあ・しぐれ亭(ファーストフード、定食)
- アマガサ(靴)
- 登利平(鳥めし)
- やまさ(寝具)

#### 2階
- クラブ堂（文房具）
- おもちゃのキンコンカン ベルタウン店（玩具）
- ベルブックス（曽根書店）→ナカムラヤ
- パリーミキ(メガネ)
- すの～ぴあテラス(アイスクリーム)

#### 3階
- スバル（ゲームセンター）
- ダイソー
- 紅蘭（中華料理）
- ハモンド（カフェ）
- サウンドスープ
- 節子の部屋(美容室)

#### 4階
- ファミリーランド
- 屋上駐車場
- 不動産サービスセンター
- NOVA太田校

#### 5階
- 群馬県信用保証協会
- サークル教室
- ホール

#### 6階
- 和洋貸室
- サークル教室
- ホール

#### 7階
- ベルタウン事務所

#### 屋上
- エレベーター機械室

※テナントは同時に存在したのは75店舗程度

## リニューアル後の店舗

### Ｗ棟（国道側）フロア
ドン・キホーテ太田店を除き、2024年3月1日までに全て撤退している。

#### 1階
- ドン・キホーテ太田店
- HIS太田駅前営業所
- 平野デザイン事務所
- COSMETICいちばんぼしドンキホーテ店
- ジャスミン（かつら） → ドン・キホーテ自転車コーナー
- SQUARE太田ドンキホーテ店（アパレル）
- Wiz（ドレス）
- ボディライン（エステ）
- ブラッキーパーソナル太田店（日焼けサロン）
- インドレストランGANGA
- クレープハウスJIVE
- ネイルサロンKOKO

#### 2階
- ベビールームふうせん（託児所）

#### 3階
- 駐車場

#### 4階
- 駐車場

### Ｅ棟（太田駅側）フロア

#### 1階
- シルク太田ドン・キホーテ店（100円ショップ）
- 世界のゲームセンターエブリデイ 太田店 → ハピピランド太田店（ゲームセンター）
- モンブランドン・キホーテ店（靴）
- 古布ゆうか
- 古着屋315
- Dream（カフェ）

#### 2階
- 海外郷土料理レストラン
- 中華料理レストラン

#### 3階
- 屋内駐車場

#### 4階
- 屋上駐車場

#### 5階
- ホール

#### 6階
- スリムビューティーハウス太田店（エステ）
- 七田式 太田教室（幼児教育）
- ハクビ京都きもの学院 太田教室
- 和洋貸室
- ホール

#### 7階
- 株式会社大同（建物管理者）

#### 屋上
- エレベーター機械室

## 駐車場
3階と4階が駐車場として使用され、合計372台分の駐車スペースが設けられている。営業時間内であれば店内階段またはエレベーターで店内にアクセスできる。なお、大型車は駐車不可。
2016年頃にタイムズ駐車場として登録され、4階が24時間営業になる。それに伴い、営業時間外であっても外階段で1階にアクセスできるようになった。
駐車料金はオールタイム60分200円、24時間最大500円。ドン・キホーテを利用すると60分無料、500円以上購入すると180分無料になる。

## トイレ
各階（多機能トイレは1階のみ）に設置されている。
2007年のリニューアルと同時に一部のトイレが改修され、自動洗浄小便器やウォシュレット付き洋式便器が導入された。

## 昇降機設備

### エスカレーター
1〜2階を接続するエスカレーターが計5基設置されている。
- ユニー側（上下）各1基
- 専門店中央（上りのみ）1基
- 太田駅南口側（上下）各1基

全て三菱製。
エスカレーターについては1977年の開業当時から改修されることなく使用され続けていた。

### エレベーター
業務用含め、計7基設置されている。
- 乗用15人乗り（1F〜7F）2基
- 乗用17人乗り（1F〜4F）1基
- 人荷用27人乗り（1F〜4F）2基
- 荷物用（1F〜4F・積載1000kg）2基

人荷用2基は日立製、それ以外は全て三菱製。
エレベーターについては荷物用1基を除いて2007年に制御リニューアルされている。

## 基本情報
所在地 　〒373-0851 群馬県太田市飯田町1404
構造　　鉄骨鉄筋コンクリート造
規模　　地上7階
開業日　1977年（昭和52年）10月27日
閉業日　2024年（令和6年）4月1日

## 建物の解体
建物は解体される方針が示されており、2023年（令和5年）5月に太田市と学校法人桐丘学園の間で協定が締結され、2027年4月に新たに桐生大学のキャンパスが開設される見込みである。
ドン・キホーテ太田店については2024年4月1日で閉店し、同年5月24日に太田市内ケ島町のパチンコ店跡地で移転オープンしている。
ドン・キホーテ閉店から1か月経った時点で建物に仮囲いができて重機も入っており、GW明けより解体が始まる。しかし建物南側の非常階段付近に自転車が大量に放置されており、解体工事に支障をきたすため持ち帰るよう要請している。
2024年12月時点で解体はほぼ完了し、更地と化している。

## 同名の商業施設等

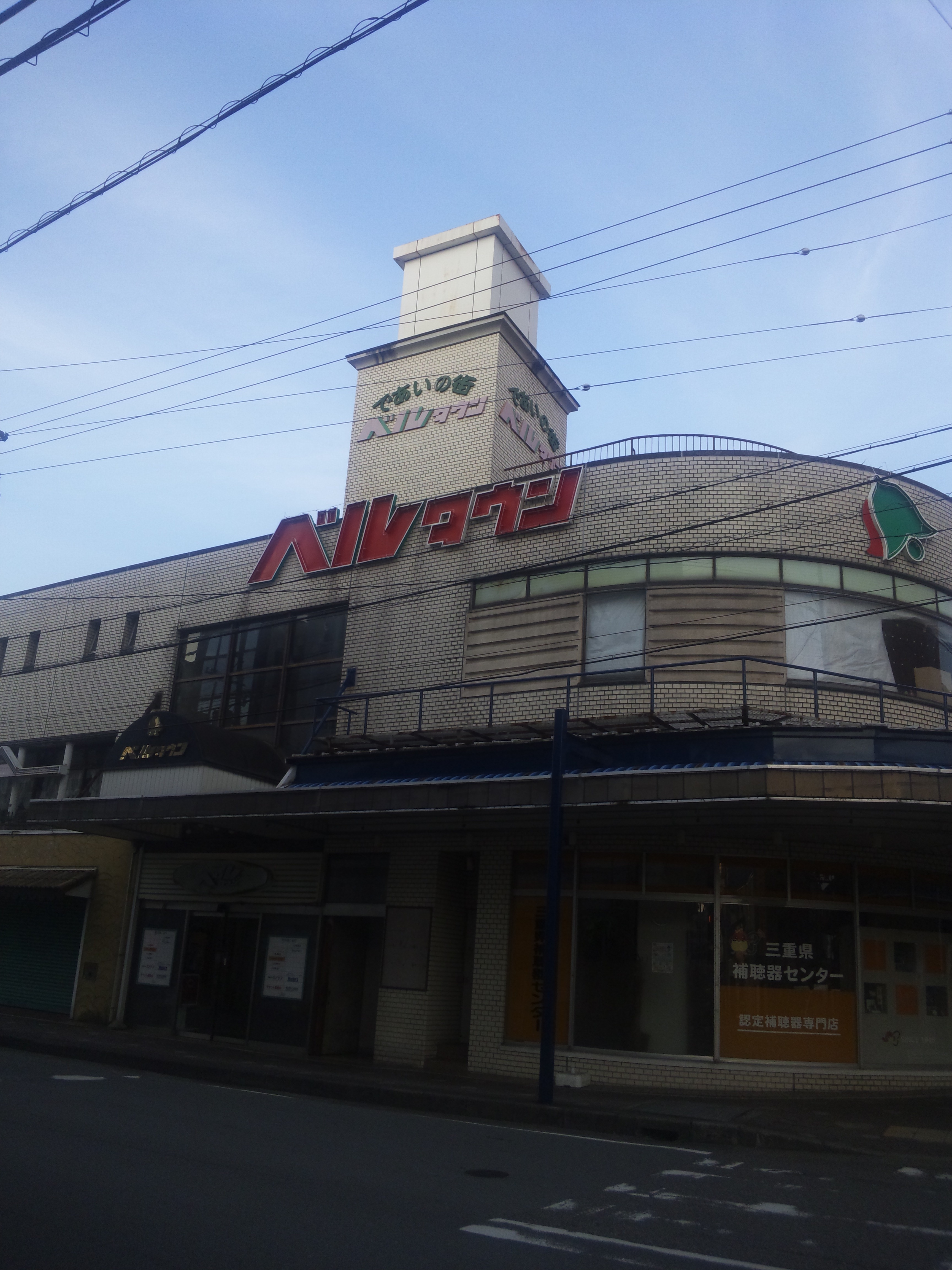
ベルタウン（三重県松阪市）

- 京都市下京区の丹波口駅前に、スーパーマーケットマツモトなどが入居する「ベルタウン丹波口駅前店」がある。
- 三重県松阪市の松阪駅前通り商店街は、「ベルタウン」の愛称で呼ばれている。
- 東京都江戸川区松江には「ベルタウン松江」商店街がある。
- 堺市堺区にある、特別養護老人ホーム・介護老人保健施設・保育所などを併設した複合型福祉施設。